# Carlota Augusta de Gales
La princesa Carlota Augusta de Gales (Londres, 7 de enero de 1796-Surrey, 6 de noviembre de 1817) fue la primogénita y única hija del rey Jorge IV del Reino Unido y de la reina Carolina de Brünswick-Wolfenbüttel (en ese entonces aún príncipes de Gales). En 1816, contrajo matrimonio con el futuro rey Leopoldo I de Bélgica. Por nacimiento, fue también princesa del Reino Unido, hasta su muerte.
Los padres de Carlota se odiaban incluso antes de la boda y se separaron poco después. El príncipe Jorge dejó a Carlota al cuidado de varias gobernantas y criadas, pero no permitía que tuviera mucho contacto con su madre, que acabaría por dejar el país. A medida que Carlota llegaba a la edad adulta, su padre la presionó para que se casara con el príncipe heredero Guillermo, que más tarde se convertiría en rey de los Países Bajos, pero después de haber aceptado, rompió el compromiso. Esta decisión trajo consigo una serie de disputas con su padre, hasta que este le permitió casarse con el duque Leopoldo, que posteriormente se convertiría en el rey de Bélgica. Después de un matrimonio feliz, que duró un año y medio, Carlota dio a luz a un niño que nació muerto.
La prematura muerte de Carlota, cuando contaba 21 años, provocó una gran ola de luto por toda Gran Bretaña, que había considerado a la princesa como un símbolo de esperanza al ser considerada como la futura reina del Reino Unido como contrapeso de su padre, que era poco popular, y de su abuelo, que era considerado un loco. Como única nieta legítima del rey Jorge III, su desaparición hizo caer una presión cada vez mayor en los hijos solteros del rey para que se casaran y tuvieran herederos legítimos. El cuarto hijo del rey, Eduardo, fue padre de la reina Victoria.

## Biografía

### Contexto

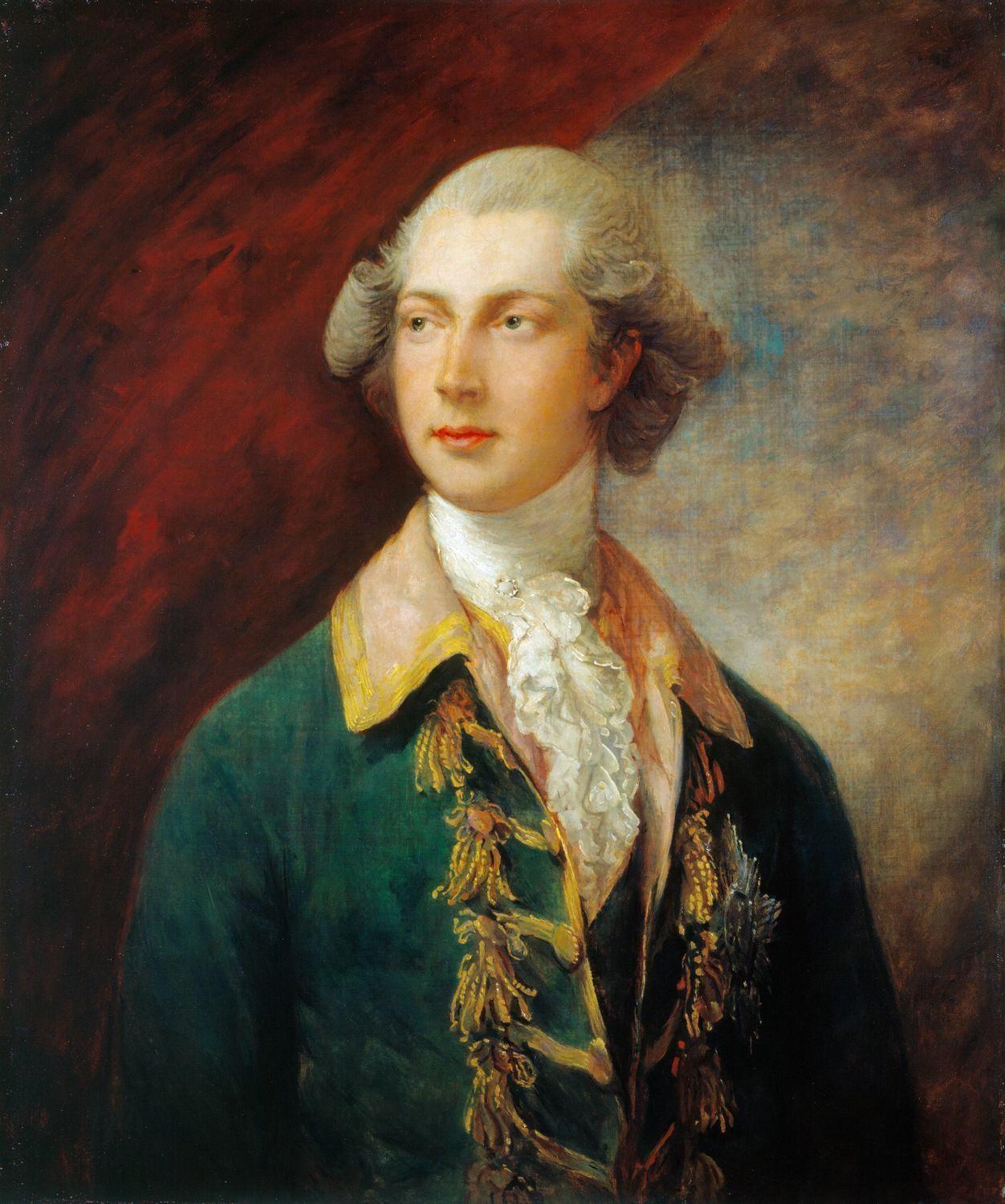
Jorge de Gales, padre de Carlota.

En 1794, Jorge, príncipe de Gales, estaba buscando una esposa adecuada, un empeño que no buscaba asegurar la sucesión, sino porque el primer ministro William Pitt le había prometido un aumento de su renta si se casaba. A pesar de recibir un generoso sueldo por ser príncipe de Gales y duque de Cornualles, Jorge vivía muy por encima de sus posibilidades y, en 1794, el dinero que recibía dejó de ser suficiente para pagar los intereses de sus deudas.
Jorge había intentado casarse una vez, con su amante María Ana Fitzherbert, pero ese matrimonio se consideró inválido a los ojos de la ley porque el príncipe no tenía el consentimiento de su padre, el rey Jorge III, requisito obligatorio y consagrado en el Acta de Matrimonios Reales de 1772. A pesar de todo, Jorge mantuvo a María Ana Fitzherbert como su amante, así como otras que también recibían muchas atenciones, como la condesa de Jersey.
Entre las candidatas, Jorge seleccionó dos princesas alemanas, primas directas. La primera, Luisa de Mecklemburgo-Strelitz, era hija de su tío materno y la segunda, Carolina de Brunswick-Wolfenbüttel, era hija de su tía paterna. La madre de Jorge, la reina Carlota, había oído rumores preocupantes sobre el comportamiento de Carolina y, por eso, prefería a la princesa Luisa al considerarla más guapa y al ser sobrina de sangre y no por matrimonio. Se decía que la princesa Carolina se había comportado de forma poco correcta con un oficial irlandés del ejército de su padre y, además, las negociaciones para concertar el matrimonio se habían interrumpido muchas veces sin razón aparente. Jorge, influido por la condesa de Jersey, que consideraba a Carolina una rival menor que Luisa, escogió a la princesa de Brunswick sin haberla conocido y envió a un diplomático, James Harris, 1.er conde de Malmesbury, para que la acompañara de Brunswick a Gran Bretaña.
Cuando Harris se reunió con la princesa, esta estaba sin arreglar y le pareció obvio que hacía varios días que no se lavaba. Encontró su conversación grosera y demasiado familiar. Harris pasó cerca de cuatro meses con ella para que mejorara su conducta y sus hábitos antes de volver a Inglaterra; viaje que se atrasó por el riguroso invierno y por atrasos debidos a la guerra contra Francia. El diplomático llevó a Carolina al palacio de St. James y, al ver a su futura esposa por primera vez, el príncipe de Gales exclamó: «Harris, no me siento bien. Por favor, tráigame una copa de brandy». Cuando el príncipe salió, Carolina dijo: «Está gordo y no parece tan guapo como en los retratos». Durante la cena de aquella noche, la primera en la que estaban juntos, Carolina, irritada, hizo varias referencias groseras respecto a la relación de su prometido con lady Jersey. Según Harris, este comportamiento hizo que al príncipe le gustase aún menos. Antes de la boda, que se celebró el 8 de abril de 1795, Jorge mandó llamar a su hermano Guillermo para decirle que María Fitzherbert era la única mujer que él amaría en su vida. El día de su boda, apareció borracho.
Jorge dijo más tarde que solo tuvo relaciones con su mujer tres veces y que, durante una de esas ocasiones, la princesa había hecho un comentario sobre el tamaño de su pene. Esto le hizo pensar que su esposa tenía una base para comparar y, por tanto, era bastante probable que no fuera virgen. Carolina, por su parte, decía de forma indirecta que Jorge era impotente. El matrimonio se separó pocas semanas después, pero siguieron viviendo en el mismo palacio. Un día antes de que pasaran nueve meses de la boda, Carolina dio a luz a una niña.

### Infancia

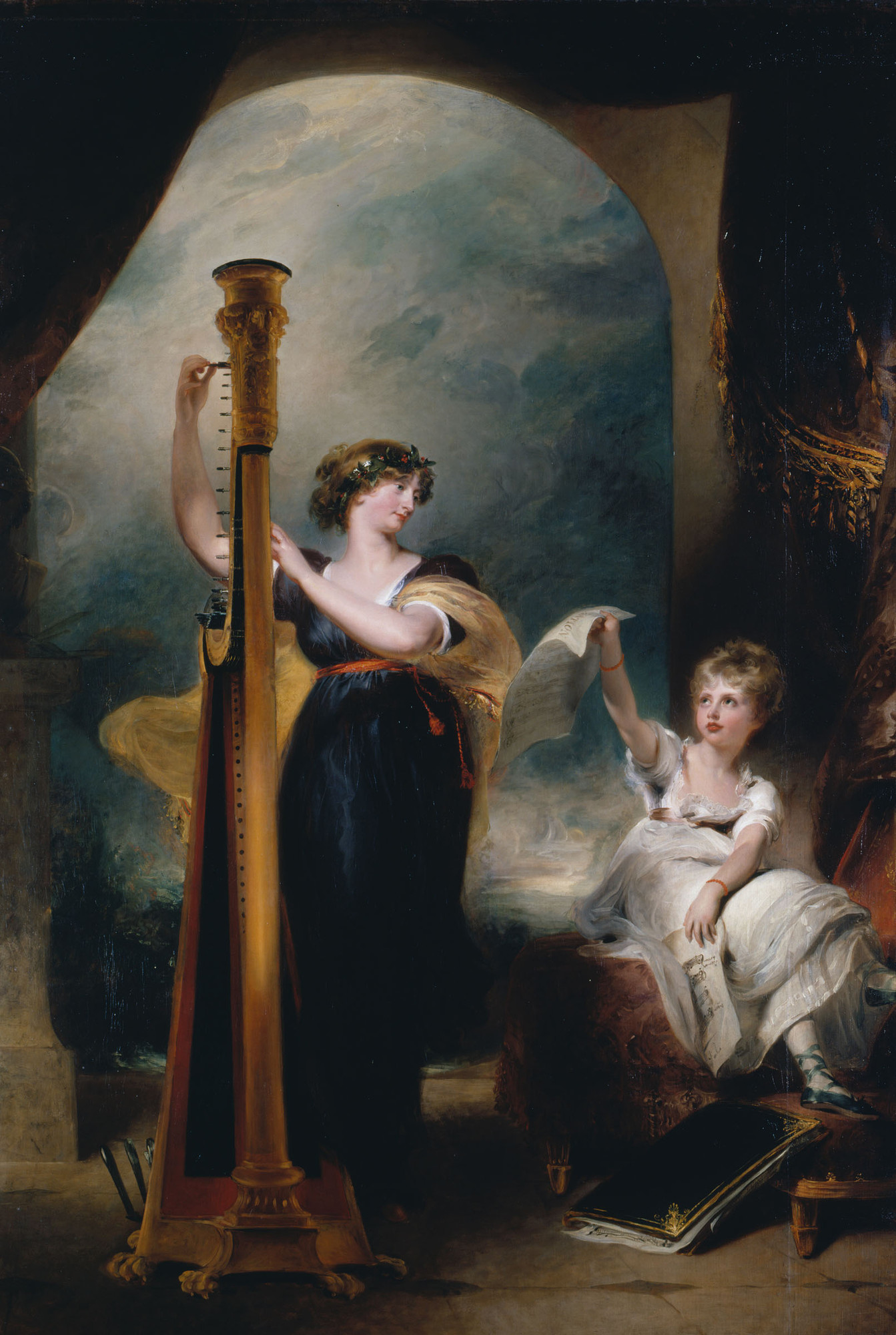
Carlota, de niña, con su madre, por Thomas Lawrence.

Carlota nació en Carlton House, la residencia oficial del príncipe de Gales en Londres, el 7 de enero de 1796. Aunque a Jorge le desilusionó no tener un hijo, el abuelo de la princesa, el rey, que prefería una nieta, quedó encantado con el nacimiento de su primer nieto legítimo, ya que esperaba que el bebé consiguiera reconciliar a Jorge y a Carolina. Sin embargo, esto no sucedió: tres días después del nacimiento de Carlota, Jorge redactó un testamento en el que estipulaba que, en caso de que él muriera, su esposa no tendría ningún papel en la educación de su hija, y por el cual legaba todos sus bienes a María Fitzherbert. A pesar de que en aquella época la gran mayoría de los miembros de la familia real no eran muy populares para el pueblo británico, el nacimiento de Carlota fue muy festejado. El 11 de febrero de 1796, la princesa fue bautizada en el Gran salón del palacio de St. James y allí recibió los nombre de Carlota Augusta, en honor a sus abuelas, la reina Carlota y la duquesa Augusta. El rey fue su padrino.
A pesar de que Carolina pidió, en diversas ocasiones después de dar a la luz, que trataran mejor a la princesa que ocupaba el segundo puesto en la línea de sucesión, Jorge restringió el contacto de esta con su hija y le prohibió que la viera si no estaba acompañada de su ama y de las gobernantas. Carolina tenía permiso para ver a su hija a diario, como era costumbre en aquella época entre los padres de alta cuna, pero no tenía derecho a intervenir en las decisiones en relación con Carlota. Los criados sentían aflicción por Carolina, y por ello desobedecían al príncipe de Gales y le permitían pasar tiempo a solas con su hija. Jorge no sabía que eso pasaba, pues él tampoco tenía mucho contacto con su hija. Carolina tuvo incluso el valor de ir en un carruaje sola con su hija por las calles de Londres mientras recibían el aplauso de las multitudes que se arremolinaban alrededor para verlas pasar.
Carlota era una niña sana y, según su biógrafa, Thea Holme, «daba la impresión, al ver las primeras historias registradas de Carlota, que esta tenía un corazón cálido y valiente». A medida que Carlota crecía, sus padres seguían luchando y usando a su hija como escudo en sus conflictos para que el rey y la reina se pusieran de su parte. En agosto de 1797, Carolina dejó Carlton House y se instaló en una casa alquilada cerca de Blackheath, por lo que abandonó a su hija. En aquella época, la ley inglesa consideraba que el padre tenía todos los derechos sobre los hijos. Sin embargo, el príncipe no tomó más medidas para restringir el acceso de Carolina a su hija. En diciembre de 1798, el príncipe invitó a su esposa a pasar el invierno en Carlton House, algo a lo que ella se negó. Este fue el último esfuerzo para conseguir una reconciliación y supuso que Jorge no iba a tener otro hijo legítimo que adelantara a Carlota en la línea de sucesión. Carolina visitaba a su hija en Carlton House y, a veces, Carlota era llevada a visitar a su madre, pero no podía quedarse en su casa. Los veranos, el príncipe alquilaba Shrewsbury Lodge para su hija, lo que hacía que las visitas fueran más fáciles y, según Alison Plowden, que escribió sobre la relación de Jorge con su esposa y su hija, Carolina veía a su hija cuando quería.
Cuando Carlota tenía ocho años, su padre, que continuaba su relación con María Fitzherbert, decidió que quería Carlton House solo para él. Se apoderó de los aposentos de su esposa (Carolina trasladó sus aposentos al palacio de Kensington), y su hija se mudó a Montangue House, que quedaba al lado de Carlton House. James Chambers, otro biógrafo de Carlota, escribió: «la pequeña princesa vivía en una casa solo para ella, en compañía de personas a las que pagaban para que estuvieran allí». La mudanza se produjo sin la presencia de la gobernanta de Carlota, lady Elgin, viuda de Charles Bruce, 5º conde de Elgin, que tenía una relación muy estrecha con la princesa. Lady Elgin fue obligada a jubilarse, supuestamente por su edad avanzada, pero principalmente porque había llevado a Carlota a visitar al rey sin el permiso de Jorge. Jorge también despidió a su «subgobernanta», miss Hayman, por tener una relación muy amigable con Carolina. De hecho, su esposa no tardó en contratarla para su casa. La sustituta de lady Elgin, lady Clifford, viuda de Edward Southwell, 20º barón de Clifford, quería a Carlota, pero era demasiado simpática para conseguir disciplinar a la pequeña, que se había convertido en una chiquilla exuberante. Lady Clifford se la llevaba muchas veces con uno de sus nietos, el honorable George Keppel, tres años más joven que Carlota, para que jugara con ella. Cuarenta años después, Keppel, en aquel entonces conde de Albemarle, recordó a Carlota en sus memorias, contando varias aventuras de cuando eran niños así como su gusto por los caballos y por las peleas. Recordó también una ocasión en que una multitud se había reunido alrededor de su casa en Earl’s Court para ver a la pequeña y los niños se unieron a la multitud sin ser reconocidos.
En 1805, el rey empezó a hacer planes para la educación de Carlota y contrató a un gran número de profesores para su única nieta legítima. Igualmente, contrató al obispo de Exeter para que la instruyera en la religión anglicana, con la esperanza de que Carlota, cuando fuera reina, la defendiera. El rey esperaba que estos profesores le confirieran «honor y tranquilidad en sus relaciones, y fueran una bendición para los dominios que, de ahora en adelante, podría llegar a representar». Según Holmes, todo esto tuvo poco efecto en Carlota, ya que ella escogía aprender lo que quería. Su profesora de piano era la compositora Jane Mary Guest, y la princesa se convirtió en una pianista talentosa. Años después, en 1813, tuvo como profesor de canto al tenor y compositor español Mariano Rodríguez de Ledesma que le dedicó varias canciones que se publicaron en Londres.
El comportamiento poco convencional de Carolina llevó a que fuera acusada, en 1807, de mantener relaciones sexuales con otros hombres desde que se separó. En aquella época, Carolina estaba cuidando de un niño, William Austin, que presuntamente era un hijo que había tenido con otro hombre. El príncipe de Gales esperaba que la denominada «investigación delicada» descubriera pruebas de adulterio que le permitieran avanzar con el proceso de divorcio y prohibió a Carlota que viera a su madre. Los investigadores no preguntaron a Carolina sobre sus supuestos amantes y prefirieron centrar sus atenciones en los criados. Cuando les preguntaron si Carolina había parecido estar embarazada, algunos dijeron que sí, otros que no y el resto que no estaban seguros, e incluso algunos decían que parecía haber engordado, pero que les era imposible decir si había estado encinta o no. Ninguno de los criados pudo decir el nombre de un amante en particular, a pesar de que su lacayo, Joseph Roberts, dijo que a la princesa «le gustaba mucho follar». Carlota conocía la investigación, pues tenía diez años, y de hecho sufrió mucho cuando vio a su madre en el parque y esta, obedeciendo las órdenes del marido, fingió no haberla visto. Para desesperación de Jorge, el comité de investigación no pudo descubrir ninguna prueba de que Carolina hubiera tenido un segundo hijo, a pesar de que había reparado en que el comportamiento de ésta era propicio a interpretaciones erróneas. El rey, que sentía afecto por Carolina, se había negado a verla durante la investigación, pero volvió a recibirla poco después. Después de que acabara la investigación, el príncipe de Gales volvió a permitir que Carlota viera a su madre con cierta frecuencia, pero con la condición de que William Austin no estuviera presente.

### Adolescencia

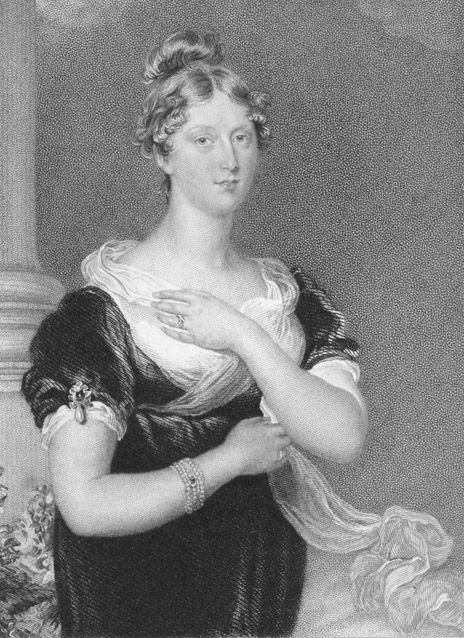
Carlota.

A medida que Carlota iba convirtiéndose en adolescente, los miembros de la corte empezaron a encontrar su comportamiento poco correcto. Lady de Clifford se quejaba de que Carlota con su vivo caminar enseñaba su ropa interior, que le llegaba hasta los tobillos, por debajo del vestido. Una dama de compañía de Carlota, lady Charlotte Bury, cuyos relatos han sobrevivido hasta hoy, describió a la princesa como una «chica guapa» que tenía unos modales cándidos y que raramente «se comportaba de forma ‘correcta’». Su padre, por su parte, se sentía orgulloso por su talento para montar a caballo. A la princesa le gustaban Mozart y Haydn y se identificaba mucho con el personaje de Marianne de la novela Sentido y sensibilidad de Jane Austen.
A finales de 1810, la locura del rey Jorge empezó a empeorar. Carlota y su abuelo se querían mucho y, por ello, a la princesa le afectó mucho su enfermedad. El 6 de febrero de 1811, el padre de Carlota fue nombrado príncipe regente por el Consejo Privado, mientras Carlota cabalgaba hacia adelante y hacia atrás en los jardines de Carlton House intentando ver la ceremonia por las ventanas del primer piso. Carlota defendía al partido liberal, al igual que su padre. Sin embargo, cuando este empezó a ejercer su poder, Jorge no los llamó al gobierno, como muchos habían esperado. Carlota se enfadó porque consideraba la actitud de su padre una traición y mostró su indignación en la ópera lanzando besos en dirección al líder liberal, Charles Grey, II conde de Grey.
Jorge había sido educado en un ambiente estricto contra el que se había rebelado. A pesar de eso, educó a su hija, que ya parecía una mujer adulta con solo 15 años, en condiciones aún más duras. Le dio menos dinero para comprar ropa que el necesario para una princesa adulta e insistió en que, cuando fuera a la ópera, debía sentarse en la parte de atrás del palco e irse antes de que el espectáculo acabara. Con el príncipe regente ocupado en asuntos de Estado, Carlota tenía que pasar gran parte del tiempo en Windsor con sus tías solteras. Aburrida, Carlota empezó a enamorarse de su primo, George FitzClarence, hijo ilegítimo de su tío, el duque de Clarence. Poco después, George fue llamado a Brighton para unirse al regimiento, y la atención de Carlota se puso sobre el teniente Charles Hesse, quien era supuestamente hijo ilegítimo de otro tío de Carlota, Federico de York. Charles y Carlota se citaron clandestinamente varias veces. Lady de Clifford temía que el príncipe regente se enfadara enormemente, pero la princesa Carolina quedó encantada por ver a su hija enamorada. Hizo todo cuanto pudo para fortalecer la relación y llegó incluso a permitir que ambos estuvieran solos en un dormitorio de una de sus casas. Estos encuentros se acabaron cuando Charles se unió a las fuerzas británicas en España durante la guerra peninsular. La mayoría de la familia real, a excepción del príncipe regente, sabía de la existencia de estos encuentros, pero no hicieron nada para evitarlo, ya que no estaban de acuerdo con la forma con la que Jorge trataba a su hija.
En 1813, cuando el rumbo de las Guerras Napoleónicas empezó a mostrarse más favorable para Gran Bretaña, Jorge comenzó a considerar seriamente la cuestión del matrimonio de Carlota. El príncipe regente y sus consejeros decidieron que el mejor candidato era el príncipe heredero Guillermo de Orange, hijo y heredero del príncipe Guillermo V de Orange. Ese matrimonio aumentaría la influencia de Gran Bretaña en el noroeste europeo. Guillermo no impresionó a Carlota cuando ambos se conocieron en la fiesta de cumpleaños de Jorge, celebrada el 12 de agosto de ese año, en la que el príncipe neerlandés se emborrachó en compañía del príncipe regente y de otros invitados. A pesar de que nadie habló oficialmente con Carlota sobre los planes de boda, la princesa sabía que existían por los rumores que corrían por palacio. El doctor Henry Halford fue el encargado de preguntar a Carlota lo que pensaba de la boda, pero la encontró obstinada y le respondió que la futura reina de Inglaterra no debía casarse con un extranjero. Creyendo que su hija tenía la intención de casarse con Guillermo Federico, duque de Gloucester y Edimburgo, el príncipe regente insultó a los dos. Según Carlota, «habló como si tuviera ideas bastante irreales en relación a mis gustos. Veo que está completamente envenenado contra mí y que nunca va a cambiar de ideas». Escribió al conde de Grey, pidiéndole consejo, y este le aconsejó que atrasara el asunto lo más que pudiera. El tema no tardó en salir en la prensa, que se preguntaba si Carlota se casaría con «la naranja o el queso». El príncipe regente intentó abordar a su hija de forma más amable, pero no consiguió convencerla y esta escribió que «nunca podría dejar el país, menos aún como reina de Inglaterra», y que si ellos se casaran, el príncipe de Orange tendría que «visitar a sus sapos solo». Sin embargo, el 12 de diciembre, el príncipe regente consiguió que Carlota y el príncipe de Orange se encontraran durante una cena y le pidió una respuesta a Carlota. La princesa indicó que le había gustado lo que había visto hasta entonces y Jorge pensó que eso significaba que su hija aceptaba el matrimonio, por lo que Jorge llamó rápidamente al príncipe de Orange para informarle.

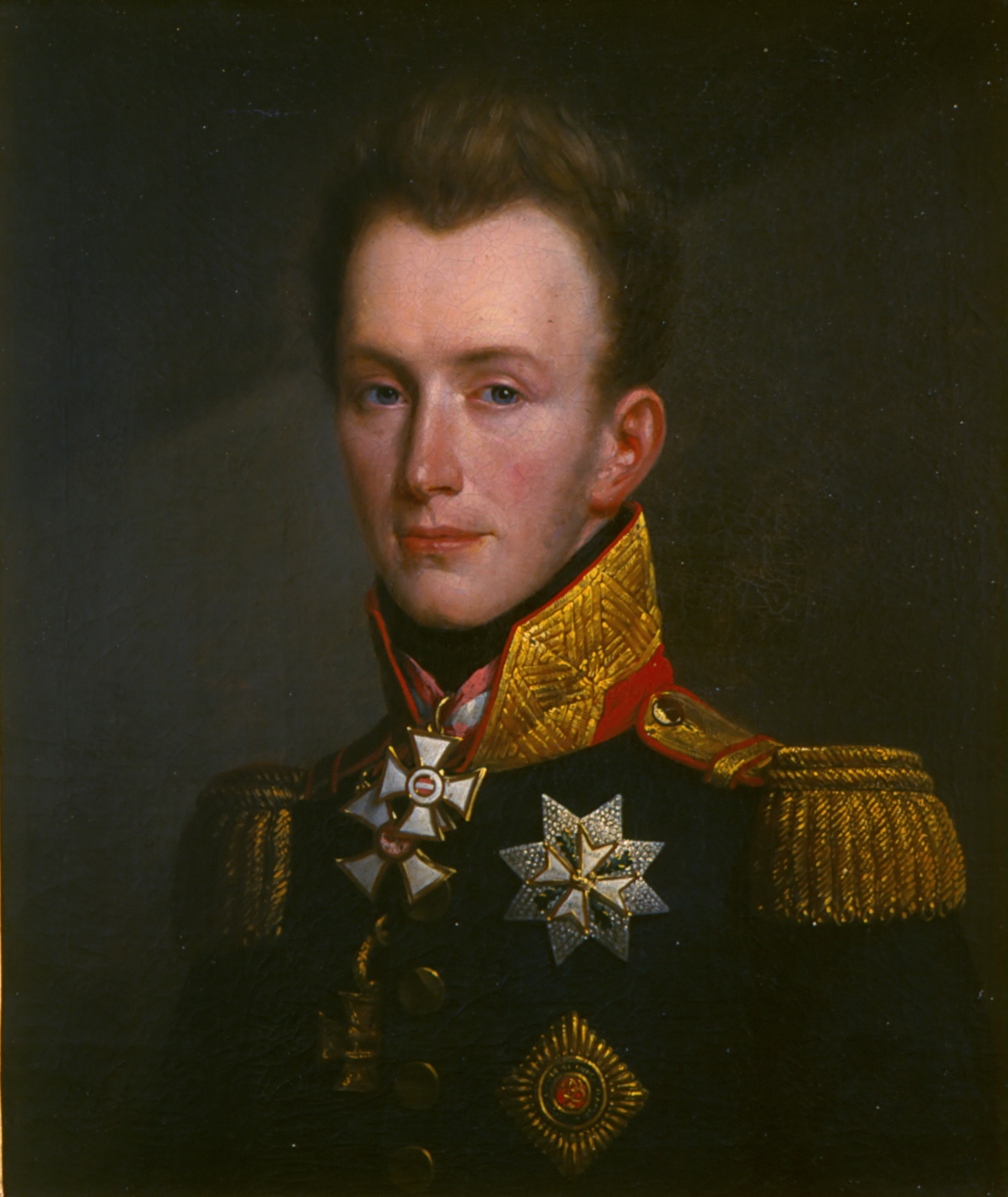
El príncipe Guillermo de Orange.

Las negociaciones para el contrato matrimonial se alargaron durante varios meses porque Carlota insistía en no abandonar Gran Bretaña. Los diplomáticos no querían ver los dos tronos unidos, por lo que el acuerdo determinaba que el primogénito heredaría el trono británico, mientras que el segundo accedería al trono neerlandés. Si solo tuvieran un hijo, los Países Bajos serían gobernados por la rama alemana de la Casa de Orange. El 10 de junio de 1814, Carlota firmó el contrato matrimonial. Poco después, Carlota se enamoró de un príncipe prusiano, cuya identidad no se conocía a ciencia cierta. Según Charles Greville, se trataba del príncipe Augusto de Prusia, aunque el historiador Arthur Aspinall no concuerda con este y piensa que tendría más sentido que la princesa estuviera enamorada del príncipe Federico de Prusia, que era más joven. En una fiesta celebrada en el hotel Pulteney en Londres, Carlota conoció al teniente general de la caballería rusa, el príncipe Leopoldo de Sajonia-Coburgo-Saalfeld. La princesa invitó a Leopoldo a visitarla, invitación que el príncipe aceptó y pasó con ella tres cuartos de hora. Posteriormente, escribió una carta al príncipe regente en la que pedía disculpas por si había cometido alguna indiscreción. La carta dejó a Jorge muy impresionado, a pesar de que nunca había considerado a Leopoldo como un posible pretendiente para su hija debido a sus escasas rentas.
La madre de Carlota se opuso al matrimonio de su hija con el príncipe de Orange y tenía el apoyo del pueblo: siempre que Carlota aparecía en público, las multitudes le pedían que no abandonara a su madre al casarse con el príncipe de Orange. La princesa informó al príncipe de Orange que, si se casaban, su madre siempre sería bienvenida en su casa; condición esta que desagradó al príncipe regente. Como el príncipe de Orange no estuvo de acuerdo, Carlota rompió el compromiso. La respuesta de su padre fue ordenar que Carlota no saliera de Warwick House, al lado de Carlton House, hasta que la llevaran a Cranbourne Lodge, en Windsor, donde no tendría permiso para ver a nadie, excepto a su abuela. Cuando supo esto, Carlota salió a la calle. Un hombre, al verla tan perturbada desde su ventana por su falta de experiencia en el mundo exterior, la ayudó a encontrar un carruaje que la llevó a casa de su madre. Carolina estaba visitando a unas amigas, pero volvió rápidamente a casa cuando supo lo que había pasado, al mismo tiempo que Carlota llamaba a políticos liberales para que la aconsejaran. Un gran número de familiares también se unieron a ella, entre ellos su tío, el príncipe Federico, duque de York, que traía una autorización en el bolsillo para asegurar que ella regresaba si fuera necesario. Después de una larga discusión, los liberales creyeron que sería mejor que Carlota volviera a casa de su padre, cosa que haría al día siguiente.

### Aislamiento y noviazgo

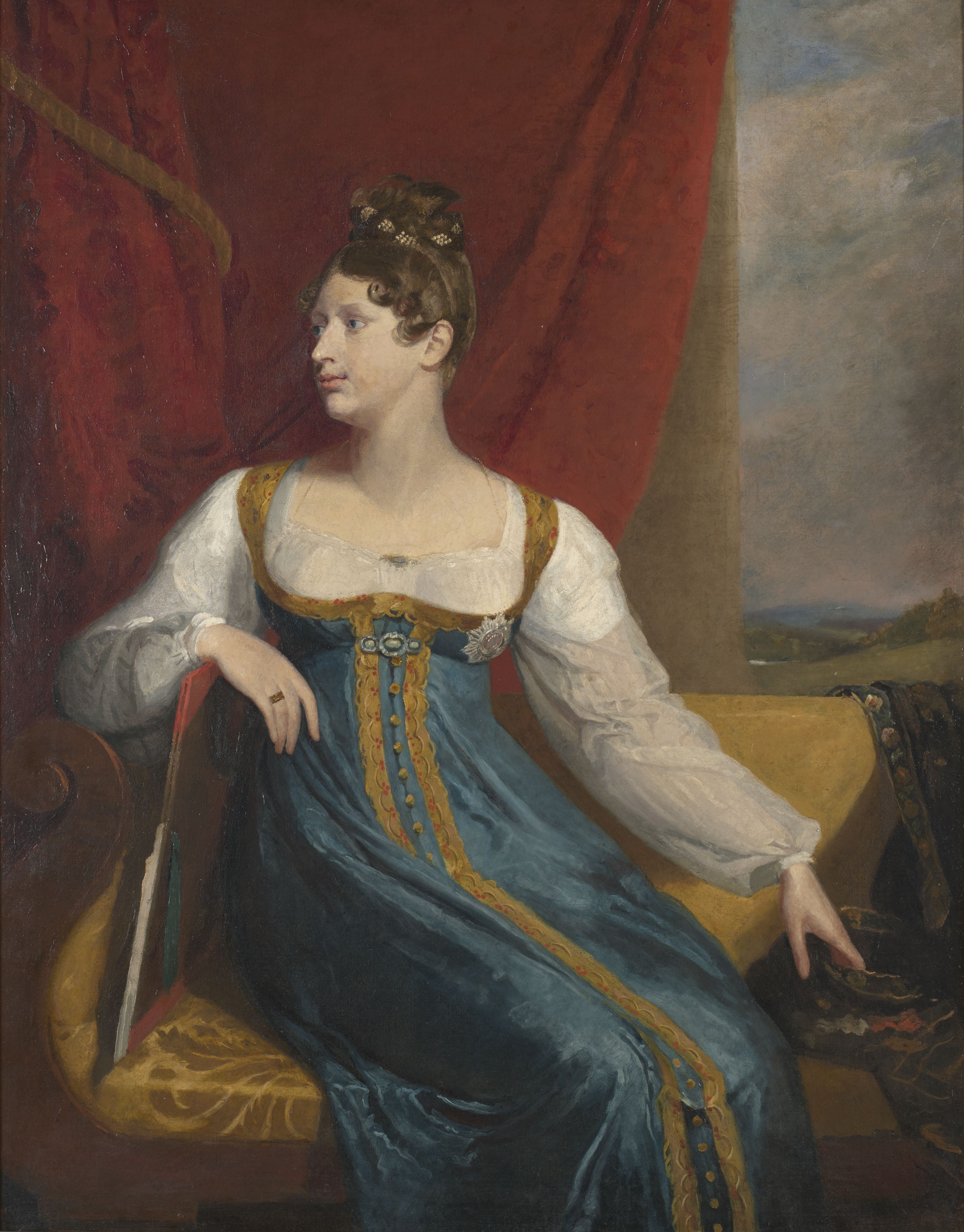
Carlota, por George Dawe.

La historia de la fuga y el regreso de Carlota no tardó en convertirse en el asunto más comentado de la ciudad. Henry Brougham, antiguo político liberal, afirmó: «Todo el mundo está contra el príncipe», y la prensa de la oposición escribió mucho sobre la historia de la princesa fugitiva. A pesar de haberse reconciliado emocionalmente con su hija, el príncipe regente la envió a Cranbourne Lodge, donde sus criados recibieron órdenes de no perderla nunca de vista. Carlota consiguió enviar una carta a escondidas a su tío favorito, el príncipe Augusto, duque de Sussex. El duque respondió preguntándole al primer ministro conservador Robert Jenkinson en la Cámara de los Lores, sobre si Carlota era libre de entrar y salir de casa, si podía visitar la costa, como los médicos le habían recomendado anteriormente y si, ahora que tenía 18 años, el gobierno tenía la intención de darle una casa propia. El primer ministro se negó a contestarle, y el duque fue llamado a Carlton House donde su hermano, ofendido, discutió con él y le retiró la palabra de por vida.
A pesar del aislamiento, Carlota encontró la vida en Cranbourne sorprendentemente agradable y empezó poco a poco a aceptar la situación. A finales de 1814, el príncipe regente visitó a su hija y le informó de que su madre estaba preparada para abandonar Inglaterra para pasar un largo periodo de tiempo en Europa. Esta noticia afectó mucho a Carlota, pero sabía que nada de lo que dijera iba hacer a su madre cambiar de opinión y se entristeció por ello: «Sabe Dios cuánto tiempo va a pasar hasta que nos volvamos a ver». Carlota nunca volvería a ver a su madre. A finales de agosto, Carlota obtuvo un permiso para viajar hasta la costa. Había pedido ir a Brighton, que era una ciudad muy frecuentada por la alta sociedad, pero el príncipe regente se negó y la envió a Weymouth. Conforme el carruaje de la princesa se paraba por el camino, se reunían grandes multitudes amistosas para verla. En palabras de Holmes: «la recepción calurosa que recibió demuestra que las personas ya la veían como futura reina». Al llegar a Weymouth, le esperaban carteles con las palabras «Viva la princesa Carlota, esperanza de Europa y gloria de Gran Bretaña». Carlota pasó el tiempo allí visitando los lugares interesantes cercanos, comprando sedas francesas de contrabando y, a partir de septiembre, recibiendo un tratamiento de baños calientes de agua salada. Aún estaba enamorada del príncipe prusiano y esperaba en vano que él declarara su amor por ella al príncipe regente. Si no lo hacía, conforme a lo que le escribió a una amiga, Carlota «aceptaría la segunda mejor opción, es decir, un hombre de poco temperamento y con sentido común, (…), ese hombre es el príncipe de Sajonia-Coburgo». A mediados de diciembre, poco antes de abandonar Weymouth, Carlota recibió un «un gran y repentino shock» al saber que su prusiano se había enamorado de otra persona. Tras una larga conversación después de la cena de Navidad, padre e hija se reconciliaron.

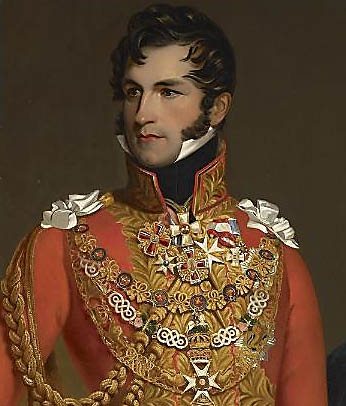
Leopoldo I de Bélgica.

A principios de 1815, Carlota decidió convertir a Leopoldo (a quien llamaba «Leo») en su esposo. El padre seguía insistiendo en que se casase con el príncipe de Orange, sin embargo, Carlota le escribió: «Ningún argumento, ni ninguna amenaza harán que me case con ese odioso neerlandés». Enfrentado a la oposición unánime de la familia del rey, Jorge desistió finalmente de la idea de casar a su hija con el príncipe de Orange, que se comprometió con la gran duquesa Ana Pávlovna Románova ese mismo verano. Carlota se puso en contacto con Leopoldo a través de intermediarios y lo encontró receptivo, pero Napoleón reavivó el conflicto en Europa y Leopoldo tuvo que unirse al regimiento para luchar. En julio, poco antes de regresar a Weymouth, Carlota pidió formalmente permiso al padre para poder casarse con Leopoldo. El príncipe regente respondió que, debido a la situación política que vivía Europa, no podía consentirlo. Para frustración de Carlota, Leopoldo no visitó Gran Bretaña después de que volviera la paz, a pesar de estar prestando servicio militar en París.
En enero de 1816, el príncipe regente invitó a su hija a visitar el Royal Pavilion en Brighton y allí le volvió a pedir que consintiera el matrimonio. Cuando estaba de vuelta en Windsor, la princesa le escribió una carta a su padre en la que afirmaba que: «No dudo en declarar lo que siento por el príncipe de Coburgo y te garantizo que nadie será más estable y constante en este compromiso que yo». Jorge cedió y convocó a Leopoldo, que estaba en Berlín de camino a Rusia, para que se encaminase a Gran Bretaña. Leopoldo llegó a finales de febrero de 1816, y fue a Brighton para ser interrogado por el príncipe regente. Después, Carlota también fue invitada y cenó con Leopoldo y su padre. Más tarde, escribió: 

Lo encuentro encantador y me voy a la cama más feliz que nunca en toda mi vida [...]. Soy una persona con mucha suerte y tengo que agradecérselo a Dios. Pienso que una princesa nunca inició una vida (o se casó) con una perspectiva de felicidad y una verdadera vida doméstica similar a la de otras personas.

Al príncipe regente le impresionó Leopoldo y le dijo a su hija que «reunía todas las aptitudes para hacer de ella una mujer feliz». Carlota fue enviada de vuelta a Cranbourne el 2 de marzo, dejando a Leopoldo con el príncipe regente. El 14 de marzo se realizó el anuncio a la Cámara de los Lores y este fue recibido con gran entusiasmo. Ambos partidos respiraron aliviados al ver que el drama de los romances había llegado a su fin. El parlamento decidió ofrecer una pensión de 50 000 libras al año a Leopoldo, compró la Claremont House para la pareja y también cedió una suma generosa para que la pareja amueblara la casa. Temiendo que el fiasco de Orange se volviera a repetir, Jorge limitó el contacto entre Carlota y Leopoldo. Cuando la princesa regresó a Brighton, el príncipe regente solo permitió que la pareja se juntase para cenar y no los dejaba solos.
La boda se planeó para el 2 de mayo de 1816, día en que se reunieron multitudes en Londres. Los invitados tuvieron grandes dificultades para moverse por las calles de la ciudad. A las nueve de la noche, en el comedor de Carlton House, Carlota y Leopoldo se casaron. Fue la primera vez que Leopoldo usó el uniforme de general británico, mientras que el príncipe regente llevó el de mariscal de campo. El traje de novia de Carlota costó más de 10 000 libras. El único incidente de la boda ocurrió cuando Carlota se empezó a reír en el momento en que Leopoldo prometió darle todos sus bienes terrenales.

### Matrimonio

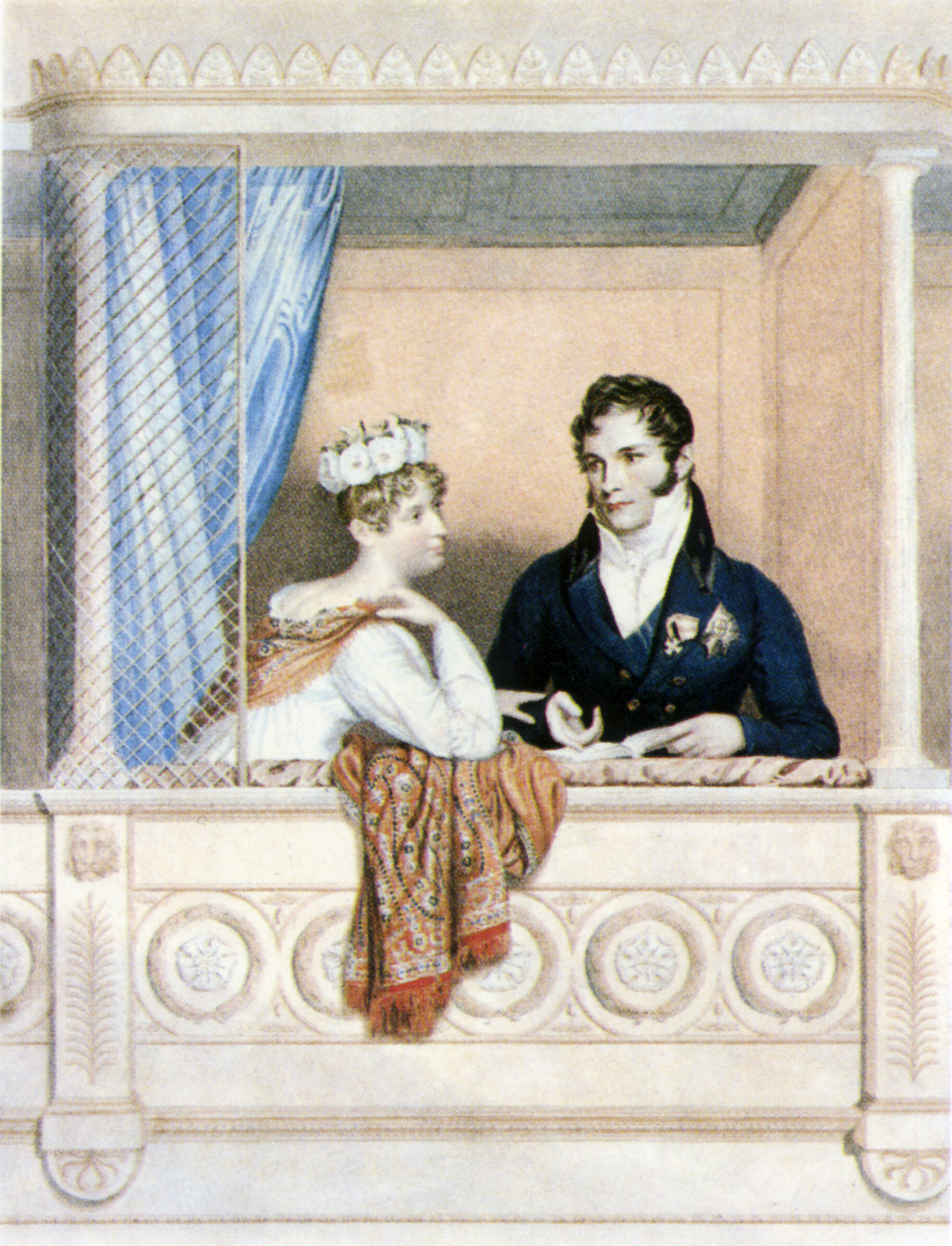
Carlota y Leopoldo en el teatro.

El matrimonio pasó la luna de miel en el palacio de Oatlands, la residencia del duque de York en Surrey. Sin embargo, no estaban bien en esa casa con todos los perros del duque y su olor. A pesar de todo, la princesa escribió que Leopoldo era «la perfección hecha amante». Dos días después de la boda, la pareja visitó al príncipe regente en Oatlands, donde estuvo horas describiendo los pormenores de los uniformes a Leopoldo que, algo que según Carlota, «es el mejor ejemplo del ‘más perfecto’ sentido del humor». El príncipe Leopoldo y su esposa regresaron a Londres para la temporada social y, cuando iban al teatro, la audiencia siempre los aplaudía y la compañía de teatro cantaba el «God save the king». Cuando Carlota empezó a sentirse mal durante una actuación en la ópera, el público quedó bastante preocupado. Poco después, se anunció que la princesa había sufrido un aborto. El 24 de agosto de 1816, la pareja se instaló en Claremont.
El médico de Leopoldo, Christian Stockmar ―que más tarde se convertiría en el barón Stockmar, consejero de la reina Victoria y de su marido, el príncipe Alberto―, escribió que, en los primeros seis meses de matrimonio, nunca vio a Carlota usar nada que no fuese sencillo y de buen gusto y atribuía esos cambios a la influencia de Leopoldo. Leopoldo escribió: «Solo estábamos separados cuando me iba de caza, si no, podíamos estar siempre juntos y nunca nos cansábamos». Cuando Carlota empezaba a ponerse nerviosa, Leopoldo le decía «Doucement, chérie» (Con calma, querida). A Carlota le gustaba eso y empezó a llamar a su marido «Doucement».
Los Coburgo pasaban las vacaciones de Navidad en el Royal Pavilion de Brighton con otros miembros de la realeza. El 7 de enero, el príncipe regente dio un gran baile para celebrar que Carlota cumplía 21 años, pero la pareja no estuvo presente porque volvieron a Claremont, ya que preferían la tranquilidad de aquel lugar. A finales de abril de 1817, Leopoldo informó al príncipe regente de que Carlota estaba embarazada de nuevo y que había bastantes posibilidades de llevar el embarazo hasta el final.
El embarazo de Carlota fue un tema de interés público. Las casas de apuestas empezaron concursos para adivinar cuál sería el sexo del bebé. Los economistas calcularon que el nacimiento de una princesa aumentaría el valor de las acciones de la bolsa un 2,5 %, mientras que el nacimiento de un príncipe significaría un aumento del 6 %. Carlota pasó un embarazo tranquilo y se dedicó a posar para un retrato de Thomas Lawrence. Comía mucho y hacía poco ejercicio. Cuando sus médicos empezaron los cuidados prenatales en agosto de 1817, le impusieron una dieta rigurosa, con la esperanza de reducir el tamaño de la criatura. La dieta, así como las sangrías ocasionales debilitaron a Carlota. Stockmar consideraba este tratamiento anticuado y se negó a unirse al equipo médico creyendo que, como extranjero, sería considerado culpable de todo lo que fuera mal.
La mayoría de los cuidados diarios de Carlota eran realizados por sir Richard Croft. Croft no era médico, sino partero, algo que estaba muy de moda en aquella época entra la alta sociedad británica. Al principio se pensaba que Carlota iba a dar a luz el 19 de octubre, pero el mes acabó y no había signos de que el parto estuviera cerca, por eso, el domingo 2 de noviembre, Carlota fue de paseo con Leopoldo como de costumbre. La noche del 3 de noviembre empezaron las contracciones. Sir Richard la animó a hacer ejercicio, pero no la dejó comer. Más tarde, esa misma noche, mandó llamar a los oficiales que serían testigos del nacimiento real. El 5 de noviembre, se vio claro que Carlota no podía dar a luz sola y, por eso, Croft y su médico personal, Matthew Baillie, decidieron llamar al obstetra John Sims. Sin embargo, Croft no dejó que Sims viera a la paciente y tampoco que se usaran fórceps. Según lo que Plowden escribió en su libro, los médicos podrían haber salvado tanto a la madre como al niño, a pesar de que la tasa de mortalidad era elevada, si hubieran usado estos instrumentos antes de la invención de los antisépticos.

### Muerte
A las nueve de la noche del 5 de noviembre, Carlota dio a luz a un gran niño que nació muerto. Los esfuerzos para reanimarlo fueron en vano y los observadores nobles confirmaron que era un niño bonito, con parecido a la familia real. Recibieron garantías de que la madre estaba bien y dejaron la habitación. Carlota, exhausta, oyó la noticia con calma y dijo que era la voluntad de Dios. Comió, después de un largo ayuno, y pareció recuperarse bien. Leopoldo, que había estado con su esposa a lo largo de todo el proceso, se tomó un opiáceo y cayó rendido en la cama.
En algún momento alrededor de la medianoche, Carlota empezó a vomitar y a quejarse de dolores de estómago. Llamaron a sir Richard y este se quedó estupefacto cuando notó que su paciente estaba fría y respiraba con dificultad y sangraba. Le puso una compresa caliente, el tratamiento más común en la época con los sangrados posparto, pero la sangría continuó. Llamó a Stockmar y le pidió que llamase a Leopoldo. Stockmar tuvo problemas para despertar a Leopoldo, volvió junto a la princesa, que le cogió de la mano y le dijo: «Estoy mareada». Stockmar abandonó la habitación con intención de despertar al príncipe mientras que Carlota lo llamaba gritándole «¡Stocky! ¡Stocky!». Cuando entró en la habitación, se la encontró muerta.

#### Reacciones

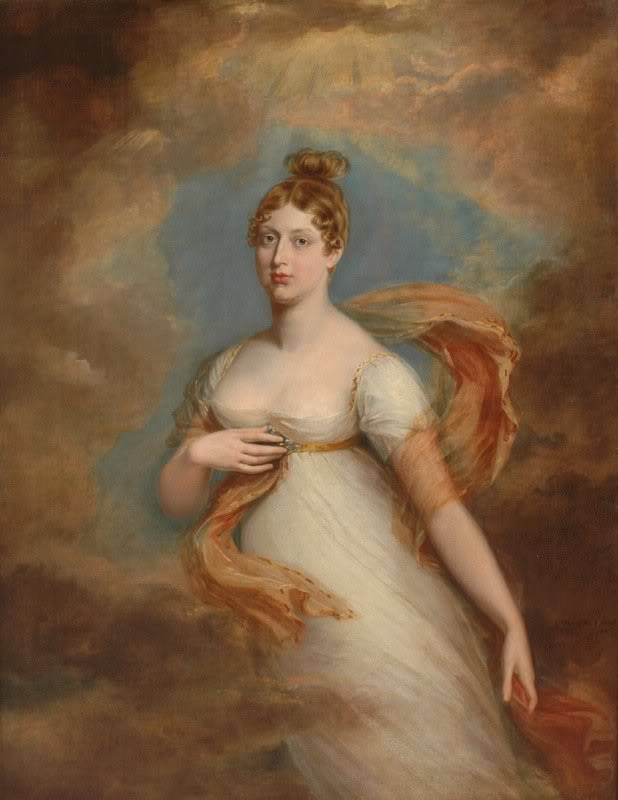
Carlota representada alegóricamente por George Dawe.

Henry Brougham escribió sobre la reacción del pueblo a la muerte de Carlota: «Es como si todas las casas de Gran Bretaña hubiesen perdido a su hija favorita». El reino entró en un luto profundo hasta el punto que las fábricas textiles agotaran la tela negra. Incluso los pobres y los indigentes usaban brazaletes negros en la ropa. Las tiendas cerraron dos semanas, así como la Casa de Cambio Real, los tribunales y los puertos. Incluso las casas de apuestas cerraron el día del funeral en señal de respeto. El periódico The Times escribió: «No nos corresponde a nosotros lamentar la visita de la Providencia (…) pero no hay nada impío en estar de luto por esto como una calamidad». El luto era tal que los fabricantes de cintas y otros adornos (que no podían usarse en momentos de luto), pidieron al gobierno que disminuyera el periodo de luto al temer llegar a la bancarrota. Solo hubo una opinión contraria, escrita por el poeta Percy Bysshe Shelley que, en un artículo titulado «Un mensaje a las personas sobre la muerte de la princesa Carlota», dijo que la ejecución de tres hombres el día siguiente a la muerte de la princesa por haber conspirado contra el gobierno era una tragedia aún mayor.
El príncipe regente sintió mucho pesar por la muerte de su hija y no pudo estar presente en su funeral. La princesa Carolina supo de la noticia por correo y se desmayó de la conmoción. Tras recuperarse dijo: «Inglaterra, ese gran país, lo ha perdido todo al perder a mi adorada hija». Hasta el príncipe de Orange se deshizo en lágrimas cuando lo supo y su esposa ordenó que todas las damas de la corte neerlandesa se pusieran de luto. El más afectado por su muerte fue el príncipe Leopoldo. Años más tarde, Stockmar escribió: «Noviembre fue la ruina de esta casa feliz y la destrucción, en un solo golpe, de toda la esperanza y felicidad del príncipe Leopoldo. Hasta hoy, no ha conseguido recuperar aquel sentimiento de felicidad que bendijo su corta vida de casado». Según Holmes, «sin Carlota, el príncipe se sentía incompleto. Era como si se hubiera quedado sin corazón».
El príncipe Leopoldo escribió una carta dirigida a sir Thomas Lawrence: 

Dos generaciones perdidas ―¡de una sola vez!— Siento mucho dolor, pero también lo siento por el príncipe regente. Mi Carlota ha desaparecido ―el país la ha perdido—. Ella era buena, una mujer admirable. Nadie podía conocer a Carlota mejor que yo. Era mi estudio y mi deber conocerla, pero también mi deleite.
Príncipe Leopoldo a sir Thomas Lawrence

La princesa fue enterrada, con su hijo a los pies, en la bóveda real de la capilla de San Jorge en el castillo de Windsor el 19 de noviembre de 1817. Se irguió un monumento por petición popular en su jardín. No tardó el pueblo en buscar culpables de la tragedia. La reina Carlota y el príncipe regente fueron culpados por no estar presentes en el momento del nacimiento, a pesar de que Carlota les pidió expresamente que se mantuvieran al margen. A pesar de que la autopsia no reveló nada, muchos culparon a Croft por la forma en la que trató a la princesa. El príncipe regente rechazó culparle, pero tres meses después de la muerte de Carlota y mientras trataba a otra joven, Croft se pegó un tiro. La «triple tragedia obstetricia» (la muerte del bebé, de la madre y del partero) supuso cambios significativos en la técnicas de obstetricia que se tradujeron en un mayor uso de los fórceps.
La muerte de Carlota dejó al rey sin nietos legítimos y cuando su hijo menor tenía más de cuarenta años. Los periódicos instaron a los hijos solteros del rey a que se casaran. Uno de estos artículos llegó a las manos del cuarto hijo del rey, el príncipe Eduardo, que en aquel momento vivía en Bruselas con su amante, Julia de St. Laurent. Eduardo dejó a su amante y pidió la mano de la hermana del príncipe Leopoldo, la duquesa viuda de Leiningen. La única hija del matrimonio, la princesa Victoria de Kent, se convertiría en reina del Reino Unido en 1837. Leopoldo, que en aquel momento era rey de Bélgica, fue consejero a larga distancia de su sobrina y uno de los responsables del matrimonio de esta con otro de sus sobrinos, el príncipe Alberto de Sajonia-Coburgo-Gotha.

## Títulos y tratamientos
| ● 7 de enero de 1796-2 de mayo de 1816:     | Su alteza real la princesa Carlota Augusta de Gales                                 |
| ● 2 de mayo de 1816-6 de noviembre de 1817: | Su alteza real la princesa Leopoldo de Sajonia-Coburgo-Saalfeld, duquesa de Sajonia |

## Ancestros
| \| \| \| \| \| \| \| \| \| \| \| \| \| \| \| \| \| \| \| \| 16. Jorge II de Gran Bretaña \| \| \| \| \| \| \| \| \| \| \| \| \| \| \| \| \| \| \| \| \| \| \| \| \| \| \| \| \| \| \| \| \| \| \| \| \| \| \| \| \| \| \| \| \| \| \| \| \| \| \| \| \| \| 8. Federico Luis de Gales \| \| \| \| \| \| \| \| \| \| \| \| \| \| \| \| \| \| \| \| \| \| \| \| \| \| \| \| \| \| \| \| \| \| \| \| \| \| \| \| \| \| \| \| \| \| \| \| \| \| \| \| \| \| 17. Carolina de Brandeburgo-Ansbach \| \| \| \| \| \| \| \| \| \| \| \| \| \| \| \| \| \| \| \| \| \| \| \| \| \| \| \| \| \| \| \| \| \| \| \| \| \| \| \| \| \| \| \| \| \| \| \| \| \| \| \| \| \| 4. Jorge III del Reino Unido \| \| \| \| \| \| \| \| \| \| \| \| \| \| \| \| \| \| \| \| \| \| \| \| \| \| \| \| \| \| \| \| \| \| \| \| \| \| \| \| \| \| \| \| \| \| \| \| \| \| \| \| \| \| 18. Federico II de Sajonia-Gotha \| \| \| \| \| \| \| \| \| \| \| \| \| \| \| \| \| \| \| \| \| \| \| \| \| \| \| \| \| \| \| \| \| \| \| \| \| \| \| \| \| \| \| \| \| \| \| \| \| \| \| \| \| \| 9. Augusta de Sajonia-Gotha \| \| \| \| \| \| \| \| \| \| \| \| \| \| \| \| \| \| \| \| \| \| \| \| \| \| \| \| \| \| \| \| \| \| \| \| \| \| \| \| \| \| \| \| \| \| \| \| \| \| \| \| \| \| 19. Magdalena Augusta de Anhalt-Zerbst \| \| \| \| \| \| \| \| \| \| \| \| \| \| \| \| \| \| \| \| \| \| \| \| \| \| \| \| \| \| \| \| \| \| \| \| \| \| \| \| \| \| \| \| \| \| \| \| \| \| \| \| \| \| 2. Jorge IV del Reino Unido \| \| \| \| \| \| \| \| \| \| \| \| \| \| \| \| \| \| \| \| \| \| \| \| \| \| \| \| \| \| \| \| \| \| \| \| \| \| \| \| \| \| \| \| \| \| \| \| \| \| \| \| \| \| 20. Adolfo Federico II de Mecklemburgo-Strelitz \| \| \| \| \| \| \| \| \| \| \| \| \| \| \| \| \| \| \| \| \| \| \| \| \| \| \| \| \| \| \| \| \| \| \| \| \| \| \| \| \| \| \| \| \| \| \| \| \| \| \| \| \| \| 10. Carlos Luis de Mecklemburgo-Strelitz \| \| \| \| \| \| \| \| \| \| \| \| \| \| \| \| \| \| \| \| \| \| \| \| \| \| \| \| \| \| \| \| \| \| \| \| \| \| \| \| \| \| \| \| \| \| \| \| \| \| \| \| \| \| 21. Cristina Emilia de Schwarzburgo-Sondershausen \| \| \| \| \| \| \| \| \| \| \| \| \| \| \| \| \| \| \| \| \| \| \| \| \| \| \| \| \| \| \| \| \| \| \| \| \| \| \| \| \| \| \| \| \| \| \| \| \| \| \| \| \| \| 5. Carlota de Mecklemburgo-Strelitz \| \| \| \| \| \| \| \| \| \| \| \| \| \| \| \| \| \| \| \| \| \| \| \| \| \| \| \| \| \| \| \| \| \| \| \| \| \| \| \| \| \| \| \| \| \| \| \| \| \| \| \| \| \| 22. Ernesto Federico I de Sajonia-Hildburghausen \| \| \| \| \| \| \| \| \| \| \| \| \| \| \| \| \| \| \| \| \| \| \| \| \| \| \| \| \| \| \| \| \| \| \| \| \| \| \| \| \| \| \| \| \| \| \| \| \| \| \| \| \| \| 11. Isabel Albertina de Sajonia-Hildburghausen \| \| \| \| \| \| \| \| \| \| \| \| \| \| \| \| \| \| \| \| \| \| \| \| \| \| \| \| \| \| \| \| \| \| \| \| \| \| \| \| \| \| \| \| \| \| \| \| \| \| \| \| \| \| 23. Sofía Albertina de Erbach-Erbach \| \| \| \| \| \| \| \| \| \| \| \| \| \| \| \| \| \| \| \| \| \| \| \| \| \| \| \| \| \| \| \| \| \| \| \| \| \| \| \| \| \| \| \| \| \| \| \| \| \| \| \| \| \| 1. Carlota Augusta de Gales \| \| \| \| \| \| \| \| \| \| \| \| \| \| \| \| \| \| \| \| \| \| \| \| \| \| \| \| \| \| \| \| \| \| \| \| \| \| \| \| \| \| \| \| \| \| \| \| \| \| \| \| \| \| 24. Fernando Alberto II, duque de Brunswick-Lüneburg \| \| \| \| \| \| \| \| \| \| \| \| \| \| \| \| \| \| \| \| \| \| \| \| \| \| \| \| \| \| \| \| \| \| \| \| \| \| \| \| \| \| \| \| \| \| \| \| \| \| \| \| \| \| 12. Carlos I de Brunswick-Wolfenbüttel \| \| \| \| \| \| \| \| \| \| \| \| \| \| \| \| \| \| \| \| \| \| \| \| \| \| \| \| \| \| \| \| \| \| \| \| \| \| \| \| \| \| \| \| \| \| \| \| \| \| \| \| \| \| 25. Antonieta Amalia de Brunswick-Wolfenbüttel \| \| \| \| \| \| \| \| \| \| \| \| \| \| \| \| \| \| \| \| \| \| \| \| \| \| \| \| \| \| \| \| \| \| \| \| \| \| \| \| \| \| \| \| \| \| \| \| \| \| \| \| \| \| 6. Carlos II Guillermo de Brünswick-Wolfenbuttel \| \| \| \| \| \| \| \| \| \| \| \| \| \| \| \| \| \| \| \| \| \| \| \| \| \| \| \| \| \| \| \| \| \| \| \| \| \| \| \| \| \| \| \| \| \| \| \| \| \| \| \| \| \| 26. Federico Guillermo I de Prusia \| \| \| \| \| \| \| \| \| \| \| \| \| \| \| \| \| \| \| \| \| \| \| \| \| \| \| \| \| \| \| \| \| \| \| \| \| \| \| \| \| \| \| \| \| \| \| \| \| \| \| \| \| \| 13. Filipina Carlota de Prusia \| \| \| \| \| \| \| \| \| \| \| \| \| \| \| \| \| \| \| \| \| \| \| \| \| \| \| \| \| \| \| \| \| \| \| \| \| \| \| \| \| \| \| \| \| \| \| \| \| \| \| \| \| \| 27. Sofía Dorotea de Hannover \| \| \| \| \| \| \| \| \| \| \| \| \| \| \| \| \| \| \| \| \| \| \| \| \| \| \| \| \| \| \| \| \| \| \| \| \| \| \| \| \| \| \| \| \| \| \| \| \| \| \| \| \| \| 3. Carolina de Brunswick-Wolfenbüttel \| \| \| \| \| \| \| \| \| \| \| \| \| \| \| \| \| \| \| \| \| \| \| \| \| \| \| \| \| \| \| \| \| \| \| \| \| \| \| \| \| \| \| \| \| \| \| \| \| \| \| \| \| \| 28. Jorge II de Gran Bretaña (= 16) \| \| \| \| \| \| \| \| \| \| \| \| \| \| \| \| \| \| \| \| \| \| \| \| \| \| \| \| \| \| \| \| \| \| \| \| \| \| \| \| \| \| \| \| \| \| \| \| \| \| \| \| \| \| 14. Federico Luis de Gales (= 8) \| \| \| \| \| \| \| \| \| \| \| \| \| \| \| \| \| \| \| \| \| \| \| \| \| \| \| \| \| \| \| \| \| \| \| \| \| \| \| \| \| \| \| \| \| \| \| \| \| \| \| \| \| \| 29. Carolina de Brandeburgo-Ansbach (= 17) \| \| \| \| \| \| \| \| \| \| \| \| \| \| \| \| \| \| \| \| \| \| \| \| \| \| \| \| \| \| \| \| \| \| \| \| \| \| \| \| \| \| \| \| \| \| \| \| \| \| \| \| \| \| 7. Augusta de Gran Bretaña \| \| \| \| \| \| \| \| \| \| \| \| \| \| \| \| \| \| \| \| \| \| \| \| \| \| \| \| \| \| \| \| \| \| \| \| \| \| \| \| \| \| \| \| \| \| \| \| \| \| \| \| \| \| 30. Federico II de Sajonia-Gotha (= 18) \| \| \| \| \| \| \| \| \| \| \| \| \| \| \| \| \| \| \| \| \| \| \| \| \| \| \| \| \| \| \| \| \| \| \| \| \| \| \| \| \| \| \| \| \| \| \| \| \| \| \| \| \| \| 15. Augusta de Sajonia-Gotha (= 9) \| \| \| \| \| \| \| \| \| \| \| \| \| \| \| \| \| \| \| \| \| \| \| \| \| \| \| \| \| \| \| \| \| \| \| \| \| \| \| \| \| \| \| \| \| \| \| \| \| \| \| \| \| \| 31. Magdalena Augusta de Anhalt-Zerbst) (= 19) \| \| \| \| \| \| \| \| \| \| \| \| \| \| \| \| \| \| \| \| \| \| \| \| \| \| \| \| \| \| \| \| \| \| \| \| \| \| \| \| \| \| \| \| \| \| \| \| \| \| \| \| |                                                      |  |  |  |  |  |  |  |  |  |  |  |  |  |  |  |
| |                                                      |  |  |  |  |  |  |  |  |  |  |  |  |  |  |  |
| | 16. Jorge II de Gran Bretaña                         |  |  |  |  |  |  |  |  |  |  |  |  |  |  |  |
| |                                                      |  |  |  |  |  |  |  |  |  |  |  |  |  |  |  |
| |                                                      |  |  |  |  |  |  |  |  |  |  |  |  |  |  |  |
| | 8. Federico Luis de Gales                            |  |  |  |  |  |  |  |  |  |  |  |  |  |  |  |
| |                                                      |  |  |  |  |  |  |  |  |  |  |  |  |  |  |  |
| |                                                      |  |  |  |  |  |  |  |  |  |  |  |  |  |  |  |
| | 17. Carolina de Brandeburgo-Ansbach                  |  |  |  |  |  |  |  |  |  |  |  |  |  |  |  |
| |                                                      |  |  |  |  |  |  |  |  |  |  |  |  |  |  |  |
| |                                                      |  |  |  |  |  |  |  |  |  |  |  |  |  |  |  |
| | 4. Jorge III del Reino Unido                         |  |  |  |  |  |  |  |  |  |  |  |  |  |  |  |
| |                                                      |  |  |  |  |  |  |  |  |  |  |  |  |  |  |  |
| |                                                      |  |  |  |  |  |  |  |  |  |  |  |  |  |  |  |
| | 18. Federico II de Sajonia-Gotha                     |  |  |  |  |  |  |  |  |  |  |  |  |  |  |  |
| |                                                      |  |  |  |  |  |  |  |  |  |  |  |  |  |  |  |
| |                                                      |  |  |  |  |  |  |  |  |  |  |  |  |  |  |  |
| | 9. Augusta de Sajonia-Gotha                          |  |  |  |  |  |  |  |  |  |  |  |  |  |  |  |
| |                                                      |  |  |  |  |  |  |  |  |  |  |  |  |  |  |  |
| |                                                      |  |  |  |  |  |  |  |  |  |  |  |  |  |  |  |
| | 19. Magdalena Augusta de Anhalt-Zerbst               |  |  |  |  |  |  |  |  |  |  |  |  |  |  |  |
| |                                                      |  |  |  |  |  |  |  |  |  |  |  |  |  |  |  |
| |                                                      |  |  |  |  |  |  |  |  |  |  |  |  |  |  |  |
| | 2. Jorge IV del Reino Unido                          |  |  |  |  |  |  |  |  |  |  |  |  |  |  |  |
| |                                                      |  |  |  |  |  |  |  |  |  |  |  |  |  |  |  |
| |                                                      |  |  |  |  |  |  |  |  |  |  |  |  |  |  |  |
| | 20. Adolfo Federico II de Mecklemburgo-Strelitz      |  |  |  |  |  |  |  |  |  |  |  |  |  |  |  |
| |                                                      |  |  |  |  |  |  |  |  |  |  |  |  |  |  |  |
| |                                                      |  |  |  |  |  |  |  |  |  |  |  |  |  |  |  |
| | 10. Carlos Luis de Mecklemburgo-Strelitz             |  |  |  |  |  |  |  |  |  |  |  |  |  |  |  |
| |                                                      |  |  |  |  |  |  |  |  |  |  |  |  |  |  |  |
| |                                                      |  |  |  |  |  |  |  |  |  |  |  |  |  |  |  |
| | 21. Cristina Emilia de Schwarzburgo-Sondershausen    |  |  |  |  |  |  |  |  |  |  |  |  |  |  |  |
| |                                                      |  |  |  |  |  |  |  |  |  |  |  |  |  |  |  |
| |                                                      |  |  |  |  |  |  |  |  |  |  |  |  |  |  |  |
| | 5. Carlota de Mecklemburgo-Strelitz                  |  |  |  |  |  |  |  |  |  |  |  |  |  |  |  |
| |                                                      |  |  |  |  |  |  |  |  |  |  |  |  |  |  |  |
| |                                                      |  |  |  |  |  |  |  |  |  |  |  |  |  |  |  |
| | 22. Ernesto Federico I de Sajonia-Hildburghausen     |  |  |  |  |  |  |  |  |  |  |  |  |  |  |  |
| |                                                      |  |  |  |  |  |  |  |  |  |  |  |  |  |  |  |
| |                                                      |  |  |  |  |  |  |  |  |  |  |  |  |  |  |  |
| | 11. Isabel Albertina de Sajonia-Hildburghausen       |  |  |  |  |  |  |  |  |  |  |  |  |  |  |  |
| |                                                      |  |  |  |  |  |  |  |  |  |  |  |  |  |  |  |
| |                                                      |  |  |  |  |  |  |  |  |  |  |  |  |  |  |  |
| | 23. Sofía Albertina de Erbach-Erbach                 |  |  |  |  |  |  |  |  |  |  |  |  |  |  |  |
| |                                                      |  |  |  |  |  |  |  |  |  |  |  |  |  |  |  |
| |                                                      |  |  |  |  |  |  |  |  |  |  |  |  |  |  |  |
| | 1. Carlota Augusta de Gales                          |  |  |  |  |  |  |  |  |  |  |  |  |  |  |  |
| |                                                      |  |  |  |  |  |  |  |  |  |  |  |  |  |  |  |
| |                                                      |  |  |  |  |  |  |  |  |  |  |  |  |  |  |  |
| | 24. Fernando Alberto II, duque de Brunswick-Lüneburg |  |  |  |  |  |  |  |  |  |  |  |  |  |  |  |
| |                                                      |  |  |  |  |  |  |  |  |  |  |  |  |  |  |  |
| |                                                      |  |  |  |  |  |  |  |  |  |  |  |  |  |  |  |
| | 12. Carlos I de Brunswick-Wolfenbüttel               |  |  |  |  |  |  |  |  |  |  |  |  |  |  |  |
| |                                                      |  |  |  |  |  |  |  |  |  |  |  |  |  |  |  |
| |                                                      |  |  |  |  |  |  |  |  |  |  |  |  |  |  |  |
| | 25. Antonieta Amalia de Brunswick-Wolfenbüttel       |  |  |  |  |  |  |  |  |  |  |  |  |  |  |  |
| |                                                      |  |  |  |  |  |  |  |  |  |  |  |  |  |  |  |
| |                                                      |  |  |  |  |  |  |  |  |  |  |  |  |  |  |  |
| | 6. Carlos II Guillermo de Brünswick-Wolfenbuttel     |  |  |  |  |  |  |  |  |  |  |  |  |  |  |  |
| |                                                      |  |  |  |  |  |  |  |  |  |  |  |  |  |  |  |
| |                                                      |  |  |  |  |  |  |  |  |  |  |  |  |  |  |  |
| | 26. Federico Guillermo I de Prusia                   |  |  |  |  |  |  |  |  |  |  |  |  |  |  |  |
| |                                                      |  |  |  |  |  |  |  |  |  |  |  |  |  |  |  |
| |                                                      |  |  |  |  |  |  |  |  |  |  |  |  |  |  |  |
| | 13. Filipina Carlota de Prusia                       |  |  |  |  |  |  |  |  |  |  |  |  |  |  |  |
| |                                                      |  |  |  |  |  |  |  |  |  |  |  |  |  |  |  |
| |                                                      |  |  |  |  |  |  |  |  |  |  |  |  |  |  |  |
| | 27. Sofía Dorotea de Hannover                        |  |  |  |  |  |  |  |  |  |  |  |  |  |  |  |
| |                                                      |  |  |  |  |  |  |  |  |  |  |  |  |  |  |  |
| |                                                      |  |  |  |  |  |  |  |  |  |  |  |  |  |  |  |
| | 3. Carolina de Brunswick-Wolfenbüttel                |  |  |  |  |  |  |  |  |  |  |  |  |  |  |  |
| |                                                      |  |  |  |  |  |  |  |  |  |  |  |  |  |  |  |
| |                                                      |  |  |  |  |  |  |  |  |  |  |  |  |  |  |  |
| | 28. Jorge II de Gran Bretaña (= 16)                  |  |  |  |  |  |  |  |  |  |  |  |  |  |  |  |
| |                                                      |  |  |  |  |  |  |  |  |  |  |  |  |  |  |  |
| |                                                      |  |  |  |  |  |  |  |  |  |  |  |  |  |  |  |
| | 14. Federico Luis de Gales (= 8)                     |  |  |  |  |  |  |  |  |  |  |  |  |  |  |  |
| |                                                      |  |  |  |  |  |  |  |  |  |  |  |  |  |  |  |
| |                                                      |  |  |  |  |  |  |  |  |  |  |  |  |  |  |  |
| | 29. Carolina de Brandeburgo-Ansbach (= 17)           |  |  |  |  |  |  |  |  |  |  |  |  |  |  |  |
| |                                                      |  |  |  |  |  |  |  |  |  |  |  |  |  |  |  |
| |                                                      |  |  |  |  |  |  |  |  |  |  |  |  |  |  |  |
| | 7. Augusta de Gran Bretaña                           |  |  |  |  |  |  |  |  |  |  |  |  |  |  |  |
| |                                                      |  |  |  |  |  |  |  |  |  |  |  |  |  |  |  |
| |                                                      |  |  |  |  |  |  |  |  |  |  |  |  |  |  |  |
| | 30. Federico II de Sajonia-Gotha (= 18)              |  |  |  |  |  |  |  |  |  |  |  |  |  |  |  |
| |                                                      |  |  |  |  |  |  |  |  |  |  |  |  |  |  |  |
| |                                                      |  |  |  |  |  |  |  |  |  |  |  |  |  |  |  |
| | 15. Augusta de Sajonia-Gotha (= 9)                   |  |  |  |  |  |  |  |  |  |  |  |  |  |  |  |
| |                                                      |  |  |  |  |  |  |  |  |  |  |  |  |  |  |  |
| |                                                      |  |  |  |  |  |  |  |  |  |  |  |  |  |  |  |
| | 31. Magdalena Augusta de Anhalt-Zerbst) (= 19)       |  |  |  |  |  |  |  |  |  |  |  |  |  |  |  |
| |                                                      |  |  |  |  |  |  |  |  |  |  |  |  |  |  |  |
| |                                                      |  |  |  |  |  |  |  |  |  |  |  |  |  |  |  |